# Prva slovenska nogometna liga 1997-1998
La Prva slovenska nogometna liga 1997-1998 (in lingua italiana: Primo campionato calcistico sloveno 1997-1998), abbreviata in 1. SNL 1997-1998, è stata la settima edizione della massima serie del campionato di calcio sloveno, disputata tra il 3 agosto 1997 e il 7 giugno 1998 e conclusa con la vittoria del Maribor Teatanic, al suo secondo titolo.
Capocannoniere del torneo fu Ismet Ekmečič (SCT Olimpia Lubiana) con 21 reti.
Nel ranking UEFA 1997-98, la 1. SNL si piazzò al 18º posto (28º nel quinquennale 1993-1998).

## Formula
Come nella stagione precedente, le squadre partecipanti furono 10 e disputarono un doppio turno di andata e ritorno per un totale di 36 partite.
In vista di un ampliamento del numero di club a 12 compagini, le ultime due classificate disputarono uno spareggio contro la terza e la quarta della Druga slovenska nogometna liga, mentre le prime due della seconda serie vennero promosse.
Le squadre qualificate alle coppe europee furono quattro: i campioni alla UEFA Champions League 1998-1999, la seconda classificata alla Coppa UEFA 1998-1999, la squadra vincitrice della coppa nazionale alla Coppa delle Coppe 1998-1999 e un ulteriore club alla Coppa Intertoto 1998.

## Squadre partecipanti
Cambi nome:
- NK Maribor Branik → NK Maribor Teatanic

| Squadra                   | Città          | Stadio               | Stagione 1996-97 | Stagione 1996-97 |
| Squadra                   | Città          | Stadio               | Pos.             | Divisione        |
| ------------------------- | -------------- | -------------------- | ---------------- | ---------------- |
| Maribor Teatanic          | Maribor        | Stadion Ljudski vrt  | 1°               | 1. SNL           |
| Primorje                  | Aidussina      | Mestni stadion       | 2°               | 1. SNL           |
| HIT Gorica                | Nova Gorica    | Stadio Športni Park  | 3°               | 1. SNL           |
| Protonavto Publikum       | Celje          | Stadion Skalna klet  | 4°               | 1. SNL           |
| SCT Olimpija Ljubljana    | Lubiana        | Stadio Bežigrad      | 5°               | 1. SNL           |
| Nova Oprema Korotan Suvel | Prevalje       | Stadion na Prevaljah | 6°               | 1. SNL           |
| Mura                      | Murska Sobota  | Stadio Fazanerija    | 7º               | 1. SNL           |
| Rudar Velenje             | Velenje        | Stadio ob Jezeru     | 8°               | 1. SNL           |
| Potrošnik Beltinci        | Beltinci       | Športni park         | 9°               | 1. SNL           |
| SET Vevče                 | Vevče, Lubiana | Stadion Slavija      | 1°               | 2. SNL           |

## Classifica
|                     | Pos. | Squadra          | Pt | G  | V  | N  | P  | GF | GS | DR  |
| ------------------- | ---- | ---------------- | -- | -- | -- | -- | -- | -- | -- | --- |
| Slovenia (bandiera) | 1.   | Maribor          | 76 | 36 | 24 | 4  | 8  | 69 | 34 | +35 |
|                     | 2.   | Mura             | 67 | 36 | 19 | 10 | 7  | 63 | 42 | +21 |
|                     | 3.   | Gorica           | 65 | 36 | 20 | 5  | 11 | 64 | 36 | +28 |
|                     | 4.   | Primorje         | 57 | 36 | 17 | 6  | 13 | 63 | 49 | +14 |
|                     | 5.   | Olimpia Lubiana  | 51 | 36 | 13 | 12 | 11 | 59 | 55 | +4  |
|                     | 6.   | Celje            | 49 | 36 | 14 | 7  | 15 | 57 | 57 | 0   |
|                     | 7.   | Rudar Velenje    | 43 | 36 | 10 | 13 | 13 | 39 | 38 | +1  |
|                     | 8.   | Korotan Prevalje | 39 | 36 | 10 | 9  | 17 | 31 | 59 | −28 |
|                     | 9.   | Beltinci         | 34 | 36 | 9  | 7  | 20 | 44 | 73 | −29 |
|                     | 10.  | Vevče            | 19 | 36 | 4  | 7  | 25 | 37 | 83 | −46 |
| Fonte: wildstat.com |      |                  |    |    |    |    |    |    |    |     |

Legenda:
      Campione di Slovenia e qualificato alla UEFA Champions League 1998-1999
      Qualificato alla Coppa UEFA 1998-1999.
      Qualificato alla Coppa delle Coppe 1998-1999.
      Ammesso alla Coppa Intertoto UEFA 1998.
  Partecipa allo spareggio.
  Retrocesso direttamente.
      Retrocesso in 2. SNL 1998-1999.
Regolamento:
Tre punti a vittoria, uno a pareggio, zero a sconfitta.

### Spareggi
Il Vevče e il Beltinci incontrarono rispettivamente la terza e quarta classificata della 2. SNL 1997-1998 in due spareggi con andata e ritorno per la permanenza nella massima serie. Il Beltinci vinse, mentre il Vevče fu retrocesso.
| Squadra 1 | Totale | Squadra 2          | Andata     | Ritorno    |
| --------- | ------ | ------------------ | ---------- | ---------- |
|           |        |                    | 13.06.1998 | 17.06.1998 |
| Beltinci  | 5 – 1  | Železničar Maribor | 1 – 0      | 4 – 1      |
| Vevče     | 2 – 4  | Domžale            | 1 – 3      | 1 – 1      |

#### Andata
| Arbitro: | Radenko Mijatović |

|            |           |  |
| Kotnik 90’ | Marcatori |  |

| Arbitro: | Božo Tabar |

|                  |           |                          |
| Karapetrović 58’ | Marcatori | 44’ Žinič 63’, 68’ Šalja |

#### Ritorno
| Arbitro: | Milan Mitrović |

|                |           |                                      |
| Pipenbaher 82’ | Marcatori | 10’ Baranja 35’, 60’ Moro 70’ Škafar |

| Arbitro: | Matjaž Bohinc |

|          |           |           |
| Škof 90’ | Marcatori | 71’ Jolič |

## Risultati
|                     | Mar  | Mur  | Gor  | Pri  | Oli  | Cel  | Rud  | Kor  | Bel  | Vev  |
| ------------------- | ---- | ---- | ---- | ---- | ---- | ---- | ---- | ---- | ---- | ---- |
| Maribor             | –––– | 1–3  | 1–0  | 0–1  | 2–0  | 3–0  | 1–0  | 2–0  | 5–0  | 5–1  |
| Maribor             | –––– | 2–1  | 2–0  | 4–0  | 4–4  | 3–1  | 0–0  | 1–0  | 3–1  | 2–1  |
| Mura                | 1–0  | –––– | 2–2  | 2–0  | 2–0  | 3–1  | 2–1  | 1–0  | 5–2  | 1–0  |
| Mura                | 0–0  | –––– | 2–1  | 0–1  | 0–0  | 0–2  | 4–2  | 2–0  | 2–2  | 3–0  |
| Gorica              | 0–1  | 2–1  | –––– | 1–0  | 1–1  | 3–1  | 2–0  | 2–3  | 5–1  | 2–1  |
| Gorica              | 3–0  | 3–0  | –––– | 2–1  | 3–0  | 2–0  | 1–1  | 5–0  | 1–0  | 4–1  |
| Primorje            | 2–0  | 4–2  | 0–1  | –––– | 5–2  | 4–2  | 2–1  | 2–0  | 1–3  | 4–1  |
| Primorje            | 0–1  | 2–2  | 2–1  | –––– | 1–2  | 1–0  | 0–1  | 6–0  | 5–1  | 1–0  |
| Olimpia             | 3–1  | 3–1  | 2–0  | 3–3  | –––– | 1–1  | 2–1  | 3–1  | 1–0  | 0–0  |
| Olimpia             | 1–3  | 1–2  | 1–2  | 1–1  | –––– | 2–0  | 1–1  | 4–0  | 1–2  | 1–0  |
| Celje               | 2–1  | 0–0  | 1–1  | 6–2  | 2–0  | –––– | 2–2  | 4–1  | 4–0  | 4–3  |
| Celje               | 1–5  | 1–1  | 1–2  | 2–1  | 5–2  | –––– | 1–1  | 0–2  | 3–0  | 2–1  |
| Rudar               | 1–1  | 1–2  | 1–0  | 2–0  | 1–1  | 0–0  | –––– | 3–0  | 3–0  | 2–0  |
| Rudar               | 0–1  | 0–1  | 1–2  | 1–3  | 1–1  | 2–1  | –––– | 2–0  | 0–0  | 0–0  |
| Korotan             | 1–0  | 2–2  | 1–0  | 0–0  | 2–2  | 0–1  | 0–1  | –––– | 2–1  | 1–0  |
| Korotan             | 1–2  | 1–1  | 2–1  | 1–1  | 1–0  | 1–0  | 1–1  | –––– | 1–1  | 0–1  |
| Beltinci            | 0–1  | 0–2  | 1–1  | 1–2  | 2–4  | 2–1  | 3–1  | 1–1  | –––– | 0–1  |
| Beltinci            | 0–1  | 2–2  | 2–1  | 1–0  | 1–5  | 0–1  | 1–3  | 4–2  | –––– | 5–0  |
| Vevče               | 1–3  | 1–4  | 0–4  | 0–3  | 2–2  | 1–3  | 1–0  | 1–1  | 0–2  | –––– |
| Vevče               | 4–7  | 2–4  | 2–3  | 2–2  | 1–2  | 4–1  | 1–1  | 1–2  | 2–2  | –––– |
| Fonte: wildstat.com |      |      |      |      |      |      |      |      |      |      |

## Statistiche

### Classifica marcatori
| Pos. | Giocatore       | Squadra         | Reti |
| ---- | --------------- | --------------- | ---- |
| 1    | Ismet Ekmečić   | Olimpia Lubiana | 21   |
| 2    | Faik Kamberović | Celje           | 17   |
| 3    | Štefan Škaper   | Mura            | 16   |
| 4    | Anton Žlogar    | Primorje        | 15   |
| 5    | Novica Nikčević | Gorica          | 14   |
| 6    | Dejan Kečan     | Beltinci        | 13   |
| 7    | Goran Gutalj    | Mura            | 12   |
| 7    | Patrik Ipavec   | Primorje        | 12   |
| 9    | Somália         | Celje           | 10   |
| 9    | Marko Kmetec    | Maribor         | 10   |